# Aldis Bernard
Pour les articles homonymes, voir Bernard.
Aldis Bernard, né vers 1810 dans les Cantons de l'Est et mort le 3 juillet 1876 à San José, en Californie, est un homme politique canadien. Il est maire de Montréal de 1873 à 1875.

## Biographie
Aldis Bernard exerce sa profession de dentiste dans le sud des États-Unis et s'installe en 1841 à Montréal. 
Il est d’abord conseiller du quartier Montréal-Centre de 1858 à 1861 et de 1866 à 1873. Il est choisi en juin 1873 pour être le maire de Montréal, en remplacement de Francis Cassidy, mort en exercice. Il est élu par la population à l’élection de 1874.
Sous son administration, la charte de Montréal est modifiée afin de donner à la Ville plus de pouvoirs en matière d’hygiène publique. 
Aldis Bernard poursuit le travail de ses prédécesseurs Francis Cassidy, mais surtout Charles-Joseph Coursol et William Workman, permettant ainsi la création de grands parcs publics à Montréal. On lui doit ainsi les travaux au Parc Lafontaine, au Parc du Mont-Royal, à l’île Sainte-Hélène et au Square Dominion. 